# Teorema integral de Cauchy
En matemáticas, el teorema integral de Cauchy (también conocido como el teorema de Cauchy-Goursat) en el análisis complejo, es una declaración importante sobre integrales de línea para las funciones holomórficas en el plano complejo. Esencialmente, dice que si dos trayectorias diferentes conectan los mismos dos puntos, y una función es holomorfa por todas partes entre las dos trayectorias, entonces las dos integrales de la trayectoria de la función serán iguales. El teorema integral de Cauchy, descubierto por Augustin Louis Cauchy en 1825, es parte fundamental del cálculo integral de variable compleja.

## Enunciado
El teorema se formula usualmente para caminos cerrados de la siguiente manera:
Sean {\displaystyle U} un subconjunto abierto de {\displaystyle C} simplemente conexo, {\displaystyle f:U\to C} una función holomorfa y  {\displaystyle \!\,\gamma } una trayectoria rectificable en {\displaystyle U} cuyo punto inicial es igual a su punto final. Entonces:
{\displaystyle \oint _{\gamma }f(z)dz=0.}
Una versión precisa (homología) puede ser declarada utilizando números de devanado. El número de devanado de una curva cerrada alrededor de un punto {\displaystyle a} que no está en la curva es la integral de {\displaystyle f(z)/(2\pi i)}, donde {\displaystyle f(z)=1/(z-a)}alrededor de la curva. Es un número entero. Brevemente, la integral de la trayectoria a lo largo de una Curva de Jordan de una función holomorfa en el interior de la curva, es cero. En lugar de un solo camino cerrado podemos considerar una combinación lineal de caminos cerrados, donde los escalares son enteros. Tal combinación se denomina cadena cerrada, y se define una integral a lo largo de la cadena como una combinación lineal de integrales sobre trayectos individuales. Una cadena cerrada se denomina ciclo en una región si es homóloga a cero en la región; Es decir, el número de devanado, expresado por la integral de 1/(z-a) sobre la cadena cerrada, es cero para cada punto 'a' no en la región. Esto significa que la cadena cerrada no enrolla alrededor de puntos fuera de la región. Entonces el teorema de Cauchy puede ser declarado como la integral de una función holomorfa en un conjunto abierto tomado alrededor de cualquier ciclo en el conjunto abierto es cero. Un ejemplo es proporcionado por la región en forma de anillo. Esta versión es crucial para la derivación rigurosa de la Serie de Laurent  y la fórmula de residuos de Cauchy sin implicar ninguna noción física tal como cortes transversales o deformaciones. La versión permite la extensión del Teorema de Cauchy a las regiones conexas multiplicadas analíticamente.

## Extensión
Posteriormente, Edouard Goursat demostró que no era necesario considerar la hipótesis de que la derivada de {\displaystyle f} fuera continua para asegurar que el valor de la integral sea cero. De esta manera: 
- El teorema sigue siendo válido cuando el contorno {\displaystyle C} no es simplemente conexo pero tiene un número finito de "agujeros".
- Sea {\displaystyle C} un contorno simple cerrado, y sean {\displaystyle C_{j}} para {\displaystyle j=1,2,\dots ,n} un número finito de contornos simples cerrados dentro de {\displaystyle C}, tales que las regiones interiores a cada {\displaystyle C_{j}} no tengan puntos en común. Sea {\displaystyle R} la región cerrada formada por todos los puntos dentro de {\displaystyle C}, salvo los puntos interiores a cada {\displaystyle C_{j}}. Denotamos por {\displaystyle F} toda la frontera orientada de {\displaystyle R} formada por {\displaystyle C} y todos los contornos {\displaystyle C_{j}}, recorridos en un sentido tal que los puntos interiores de {\displaystyle R} queden a la izquierda de {\displaystyle F} entonces, si f es analítica en todo {\displaystyle R},

{\displaystyle \oint _{F}f(z)dz=0}
A raíz de este trabajo, actualmente el teorema es conocido como teorema integral de Cauchy-Goursat.

## Discusión
Como demostró Édouard Goursat, el teorema integral de Cauchy puede demostrarse asumiendo sólo que la derivada compleja f '(z) existe en todas partes de U. Esto es significativo, porque se puede probar la fórmula integral de Cauchy para estas funciones, y de ahí deducir Las funciones son de hecho infinitamente diferenciables.
La condición de que U  sea simplemente conexo significa que  U  no tiene "agujeros" o, en términos de homotopía, que el grupo fundamental de U 'es trivial; Por ejemplo, cada disco abierto {\displaystyle U=\{z:|z-z_{0}|<r\}} cualificadas,   la condición es crucial; considerar:
{\displaystyle \gamma (t)=e^{it}\quad t\in \left[0,2\pi \right]}
, parametrización que traza el círculo unitario, y luego la integral del trayecto:
{\displaystyle \oint _{\gamma }{\frac {1}{z}}\,dz=\int _{0}^{2\pi }{ie^{it} \over e^{it}}\,dt=\int _{0}^{2\pi }i\,dt=2\pi i,}
la cual no es cero.
El teorema integral de Cauchy no se aplica aquí ya que {\displaystyle f(z)=1/z} no está definido (y ciertamente no es holomorfo) en {\displaystyle z=0}.
Una consecuencia importante del teorema es que las integrales de trayectoria de funciones holomorfas en dominios simplemente conexos se pueden calcular de una manera familiar del teorema fundamental del cálculo real: sea U un subconjunto abierto simplemente conexo de C, sea f: U → C sea Una función holomorfa, y sea γ una trayectoria continuamente diferenciable por partes en U con el punto inicial a y el punto final b. Si F es una compleja antiderivada de f, entonces:
{\displaystyle \int _{\gamma }f(z)\,dz=F(b)-F(a).}

## Consecuencias
A partir del teorema de Cauchy-Goursat, se pueden demostrar proposiciones como la siguiente:
Sea {\displaystyle f(z)} una función analítica sobre {\displaystyle {\mathcal {C}}}, siendo {\displaystyle {\mathcal {C}}} un contorno cerrado simple, y en el interior de {\displaystyle {\mathcal {C}}}. Si se toma un punto interior {\displaystyle z_{0}} de {\displaystyle {\mathcal {C}}}, se cumple que:
{\displaystyle \oint _{C}{\frac {f(z)}{z-z_{0}}}dz=2\pi if(z_{0})}
que corresponde a la fórmula integral de Cauchy.

## Pruebas
Si se supone que las derivadas parciales de una función holomorfa son continuas, el teorema integral de Cauchy puede demostrarse como una consecuencia directa del teorema de Green y el hecho de que las partes real e imaginaria de {\displaystyle f=u+iv} Debe satisfacer las Ecuaciones de Cauchy-Riemann en la región delimitada por {\displaystyle \gamma } , y además en el barrio abierto "U" de esta región. Cauchy proporcionó esta prueba, pero más tarde fue probada por Goursat sin necesidad de técnicas de cálculo vectorial, o la continuidad de las derivadas parciales.
Podemos romper el integrando {\displaystyle f} , así como el diferencial {\displaystyle dz}  en sus componentes reales e imaginarios:
{\displaystyle \displaystyle f=u+iv}
{\displaystyle \displaystyle dz=dx+i\,dy}
En este caso tenemos que:
{\displaystyle \oint _{\gamma }f(z)\,dz=\oint _{\gamma }(u+iv)(dx+i\,dy)=\oint _{\gamma }(u\,dx-v\,dy)+i\oint _{\gamma }(v\,dx+u\,dy)}
Por  el teorema de Green, podemos entonces reemplazar las integrales alrededor del contorno cerrado {\displaystyle \gamma } con un área integral en todo el dominio {\displaystyle D} que está encerrado por {\displaystyle \gamma } como sigue:
{\displaystyle \oint _{\gamma }(u\,dx-v\,dy)=\iint _{D}\left(-{\frac {\partial v}{\partial x}}-{\frac {\partial u}{\partial y}}\right)\,dx\,dy}
{\displaystyle \oint _{\gamma }(v\,dx+u\,dy)=\iint _{D}\left({\frac {\partial u}{\partial x}}-{\frac {\partial v}{\partial y}}\right)\,dx\,dy}
Sin embargo, siendo las partes real e imaginaria de una función holomorfa en el dominio {\displaystyle D},  {\displaystyle u} y {\displaystyle v} deben satisfacer la Ecuación de Cauchy-Riemann aquÍ:
{\displaystyle {\partial u \over \partial x}={\partial v \over \partial y}}
{\displaystyle {\partial u \over \partial y}=-{\partial v \over \partial x}}
Por lo tanto, encontramos que tanto integrandos (y, por tanto, sus integrales) son cero:
{\displaystyle \iint _{D}\left(-{\frac {\partial v}{\partial x}}-{\frac {\partial u}{\partial y}}\right)\,dx\,dy=\iint _{D}\left({\frac {\partial u}{\partial y}}-{\frac {\partial u}{\partial y}}\right)\,dx\,dy=0}
{\displaystyle \iint _{D}\left({\frac {\partial u}{\partial x}}-{\frac {\partial v}{\partial y}}\right)\,dx\,dy=\iint _{D}\left({\frac {\partial u}{\partial x}}-{\frac {\partial u}{\partial x}}\right)\,dx\,dy=0}
Esto nos da el resultado esperado:
{\displaystyle \oint _{\gamma }f(z)\,dz=0}